# Landkreis Mühlhausen i. Th.
Der Landkreis Mühlhausen i. Th. (= in Thüringen) war ein Landkreis, der in Preußen und der SBZ bzw. DDR zwischen 1816 und 1952 bestand und zur Provinz Sachsen bzw. dem Land Thüringen gehörte. Er umfasste 1939 die Stadt Treffurt und weitere 42 Gemeinden. Die Kreisstadt Mühlhausen gehörte dem Kreis von 1892 bis 1950 nicht an.

## Verwaltungsgeschichte

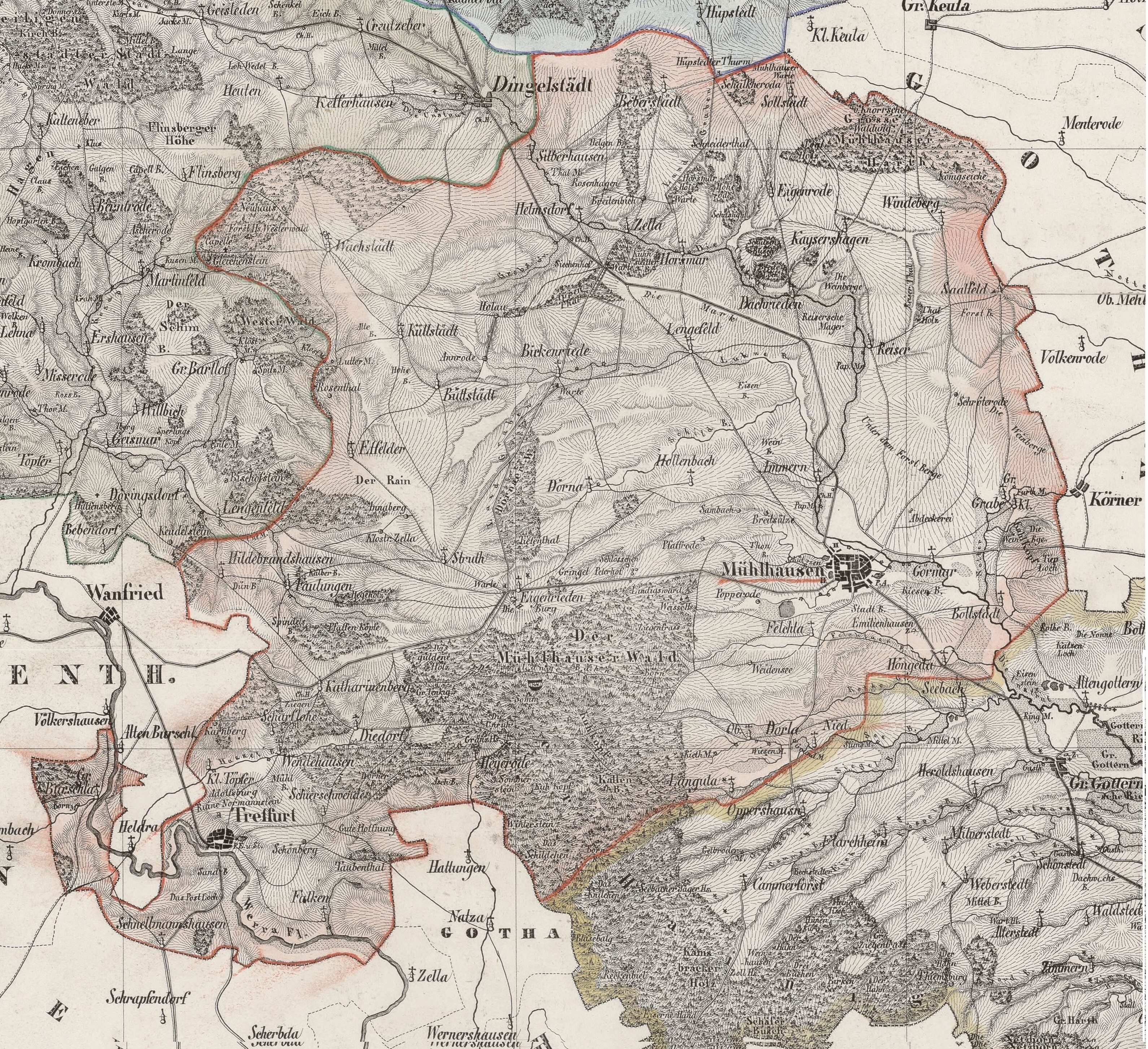
Der Landkreis Mühlhausen im Jahr 1844

Nach dem Wiener Kongress im Jahr 1815 wurde Preußen in acht Provinzen, diese in Regierungsbezirke und letztere in Landkreise eingeteilt. Die Region um Treffurt und Mühlhausen gehörte zum Regierungsbezirk Erfurt in der Provinz Sachsen. 1816 wurde der Regierungsbezirk in neun Landkreise eingeteilt, von denen einer der Landkreis Mühlhausen wurde, den man aus der früheren Reichsstadt Mühlhausen mit 19 umliegenden Dörfern, dem Gutsbezirk Sollstedt, der Vogtei Dorla, der Ganerbschaft Treffurt und einem Teil des ehemals kurmainzischen Eichsfeldes bildeten. Neben den Städten Mühlhausen und Treffurt gehörten 42 Landgemeinden und mehrere Rittergüter zum Kreisgebiet.
Erster Landrat wurde 1816 der preußische Major und Rittmeister Carl von Hagen, der am 22. Oktober 1816 seinen Diensteid abgelegt haben soll. Von Hagen hatte bis 1837 einen Landratssitz im Mainzer Hof in Treffurt, das Landratsamt befand sich in Mühlhausen. Seit dem 1. Juli 1867 gehörte der Kreis zum Norddeutschen Bund und ab dem 1. Januar 1871 zum Deutschen Reich. 1869 wurden die Wüsten Marken Lingula, Sebeda und Hornbach aus dem Kreis Langensalza in den Kreis Mühlhausen umgegliedert. Am 1. April 1892 schied die Stadt Mühlhausen aus dem Kreis aus und bildete fortan einen eigenen Stadtkreis, in dem der Sitz des Landratsamtes verblieb. Der Kreis Mühlhausen wurde seitdem als Landkreis Mühlhausen bezeichnet.
Zum 30. September 1928 fand im Landkreis Mühlhausen entsprechend der Entwicklung im übrigen Freistaat Preußen eine Gebietsreform statt, bei der alle Gutsbezirke aufgelöst und benachbarten Landgemeinden zugeteilt wurden. Später setzte sich für Kreis und Kreisstadt die Bezeichnung Mühlhausen i. Th. durch. Nach Auflösung der Provinz Sachsen zum 1. Juli 1944 gehörte der Kreis zwar weiter zum Land Preußen, war aber nunmehr – in Angleichung an die Reichsverteidigungsbezirke – der Verwaltung des Reichsstatthalters für Thüringen in Weimar unterstellt.
Im Frühjahr 1945 wurde das Kreisgebiet zunächst durch US-amerikanische Streitkräfte besetzt, dann aber Teil der Sowjetischen Besatzungszone und 1949 der DDR. Am 1. Juli 1946 gab der Landkreis Mühlhausen die Gemeinde Schnellmannshausen an den Landkreis Eisenach ab und am 30. September 1946 wurde die Gemeinde Lengenfeld unterm Stein aus dem Landkreis Eichsfeld in den Landkreis Mühlhausen umgegliedert.
Bei der Gebietsreform vom 1. Juli 1950 wurde der Landkreis Mühlhausen vergrößert um
- die bis dahin kreisfreie Stadt Mühlhausen
- die Gemeinde Hallungen aus dem Landkreis Eisenach
- die Gemeinde Craula aus dem Landkreis Gotha.
- die Gemeinden Hüpstedt und Zaunröden aus dem Landkreis Nordhausen
- die Gemeinden Großmehlra, Hohenbergen, Keula, Kleinkeula, Körner, Mehrstedt, Menteroda, Obermehler, Schlotheim und Urbach aus dem Landkreis Sondershausen sowie
- die Städte Langensalza und Thamsbrück sowie die Gemeinden Altengottern, Alterstedt, Blankenburg, Bothenheilingen, Flarchheim, Großengottern, Großurleben, Großwelsbach, Grumbach, Henningsleben, Heroldishausen, Issersheilingen, Kammerforst, Kirchheilingen, Kleinurleben, Kleinwelsbach, Klettstedt, Marolterode, Merxleben, Mülverstedt, Nägelstedt, Neunheilingen, Oppershausen, Schönstedt, Seebach, Sundhausen, Tottleben, Ufhoven, Waldstedt, Weberstedt und Zimmern aus dem aufgelösten Landkreis Langensalza.

Gleichzeitig wechselten die Stadt Treffurt sowie die Gemeinden Falken und Großburschla aus dem Landkreis Mühlhausen in den Landkreis Eisenach.
Die Verwaltungsreform in der DDR vom 25. Juli 1952 brachte weitere umfangreiche Gebietsänderungen:
- Die Gemeinde Hallungen kam zum Kreis Eisenach
- Die Städte Langensalza und Thamsbrück sowie die Gemeinden Alterstedt, Blankenburg, Craula, Großurleben, Großwelsbach, Grumbach, Henningsleben, Kirchheilingen, Kleinurleben, Kleinwelsbach, Klettstedt, Merxleben, Mülverstedt, Nägelstedt, Schönstedt, Sundhausen, Tottleben, Waldstedt, Weberstedt und Zimmern kamen zum Kreis Langensalza.
- Die Gemeinde Keula kam zum Kreis Sondershausen.
- Die Gemeinden Büttstedt, Effelder, Helmsdorf, Hildebrandshausen, Küllstedt, Silberhausen und Wachstedt kamen zum Kreis Worbis
- Alle übrigen Städte und Gemeinden des Landkreises bildeten den neuen verkleinerten Kreis Mühlhausen.
- Die Kreise Mühlhausen, Eisenach, Langensalza, Sondershausen und Worbis wurden dem neuen Bezirk Erfurt zugeordnet.

Seit 1990 wieder Landkreis genannt, ging der Kreis Mühlhausen 1994 zusammen mit dem größten Teil des Landkreises Bad Langensalza im Zuge der Kreisgebietsreform in Thüringen im neuen Unstrut-Hainich-Kreis auf.

## Einwohnerentwicklung
| Jahr | Einwohner | Quelle |
| ---- | --------- | ------ |
| 1816 | 33.476    | [ 8 ]  |
| 1843 | 44.112    | [ 9 ]  |
| 1871 | 50.640    | [ 10 ] |
| 1890 | 33.315    | [ 11 ] |
| 1900 | 34.666    | [ 11 ] |
| 1910 | 37.553    | [ 11 ] |
| 1925 | 40.511    | [ 11 ] |
| 1933 | 41.979    | [ 11 ] |
| 1939 | 42.169    | [ 11 ] |
| 1946 | 52.016    | [ 12 ] |

## Landräte
- 1816–9999 Anton von Bodungen
- 1816–1837 Carl von Hagen[1] (zu Treffurt)
- 1837 Sittig von Knorr (interimistisch)
- 1838–1855 Wilhelm von Wintzingerode-Knorr
- 1855–1871 Levin von Wintzingeroda-Knorr
- 1872–1887 Sittig von Wintzingerode-Knorr
- 1887–1922 Robert Klemm
- 1922–1933 Hermann Pabst
- 1933–1941 Walter Ruhs
- 1941–1945 Paul Vollrath (kommissarisch)

## Kommunalverfassung bis 1945
Der Landkreis Mühlhausen i. Th. gliederte sich in Städte, in Landgemeinden und – bis zu deren Auflösung im Jahre 1928 – in Gutsbezirke. Mit Einführung des preußischen Gemeindeverfassungsgesetzes vom 15. Dezember 1933 sowie der Deutschen Gemeindeordnung vom 30. Januar 1935 wurde zum 1. April 1935 das Führerprinzip auf Gemeindeebene durchgesetzt. Eine neue Kreisverfassung wurde nicht mehr geschaffen; es galt weiterhin die Kreisordnung für die Provinzen Ost- und Westpreußen, Brandenburg, Pommern, Schlesien und Sachsen vom 19. März 1881.
Die Verwaltung für den Landkreis Mühlhausen gliederte sich 1908 neben dem Stadtkreis Mühlhausen und der Stadt Treffurt in folgende Amtsbezirke bzw. Ortspolizeibezirke:
| - Ammern - Bickenriede - Bollstedt - Effelder - Falken | - Großburschla - Heyerode - Horsmar - Kaisershagen - Küllstedt | - Oberdorla - Niederdorla - Silberhausen |

Amtsgerichte bestanden in Mühlhausen, Treffurt und für einige südeichsfelder Dörfer auch in Dingelstädt.

## Städte und Gemeinden
Der Landkreis Mühlhausen i. Th. umfasste im Jahre 1939 die Stadt Treffurt und weitere 42 Gemeinden:
| - Ammern - Beberstedt - Bickenriede - Bollstedt - Büttstedt - Dachrieden - Diedorf - Dörna - Effelder - Eigenrieden - Eigenrode | - Falken - Faulungen - Felchta - Görmar - Großburschla - Großgrabe - Helmsdorf - Heyerode - Hildebrandshausen - Hollenbach - Höngeda | - Horsmar - Kaisershagen - Katharinenberg - Kleingrabe - Küllstedt - Langula - Lengefeld - Niederdorla - Oberdorla - Reiser - Saalfeld | - Schierschwende - Schnellmannshausen - Silberhausen - Sollstedt - Struth - Treffurt, Stadt - Wachstedt - Wendehausen - Windeberg - Zella |

### Bis 1928 bestehende Gutsbezirke
Im Landkreis bestanden bis 1928 folgende selbständige Gutsbezirke (Stand 1908):
Anrode, Breitenbich, Ershausen Oberförsterei, Katharinenberg, Kleintöpfer, Leinefelde Forst Geney, Sollstedt, Taubenthal